# Кисько Артем Іванович
Артем Іванович Кисько (27 вересня 1977, м. Запоріжжя) — начальник Головного управління Національної поліції в Запорізькій області (з 17.08.2022). Генерал поліції 3-го рангу

## Життєпис
Народився 27.09.1977 року в місті Запоріжжя Запорізької області.
У 2001 році закінчив Донецький юридичний інститут (факультет кримінальної міліції) при Донецькому національному університеті.
У 2020 році здобув науковий ступінь кандидата юридичних наук в Донецькому юридичному інституті МВС України.
Службу в органах внутрішніх справ розпочав у 2001 році. Обіймав посади:
- 07.2001 — 11.2001 — дільничний інспектор міліції відділення дільничних інспекторів міліції Кіровського районного відділу Донецького міського управління УМВС України в Донецькій області
- 11.2001 — 11.2005 — оперуповноважений, старший оперуповноважений відділення карного розшуку Кіровського районного відділу Донецького міського управління УМВС України в Донецькій області
- 11.2005 — 08.2006 — начальник відділення дільничних інспекторів міліції Кіровського районного відділу Донецького міського управління УМВС України в Донецькій області
- 08.2006 — 10.2008 — начальник відділення (сектору) карного розшуку Петровського районного відділу Донецького міського управління (Г)УМВС України в Донецькій області
- 10.2008 — 01.2012 — перший заступник начальника районного відділу — начальник кримінальної міліції Петровського районного відділу Донецького міського управління ГУМВС України в Донецькій області
- 01.2012 — 03.2012 — виконуючий обов'язки начальника Пролетарського районного відділу Донецького міського управління ГУМВС України в Донецькій області
- 03.2012 — 11.2012 — начальник Пролетарського районного відділу Донецького міського управління ГУМВС України в Донецькій області
- 11.2012 — 03.2013 — начальник Петровського районного відділу Донецького міського управління ГУМВС України в Донецькій області
- 03.2013 — 11.2014 — заступник начальника міського управління — начальник кримінальної міліції Донецького міського управління ГУМВС України в Донецькій області
- 11.2014 — 03.2015 — начальник управління боротьби зі злочинами, пов'язаними з торгівлею людьми, ГУМВС України в Донецькій області
- 03.2015 — 11.2015 — начальник управління карного розшуку ГУМВС України в Донецькій області
- 11.2015 — 01.2017 — начальник управління кримінальної поліції Головного управління Національної поліції в Донецькій області
- 01.2017 — 05.2018 — начальник управління карного розшуку Головного управління Національної поліції в Донецькій області
- 05.2018 — 08.2022 — заступник начальника Головного управління — начальник кримінальної поліції Головного управління Національної поліції в Донецькій області
- 08.2022 — по т/час — начальник Головного управління Національної поліції в Запорізької області

### Діяльність в умовах АТО/ООС/ повномасштабного вторгнення
2014 рік — у складі зведеного загону «Тайфун» брав участь у виконанні бойових розпоряджень на лінії зіткнення. Найбільш відомі операції — евакуація 600 одиниць зброї донецького гарнізону поліції на підконтрольну українському Уряду територію, евакуація полонених з-під Іловайська 24 серпня 2014 року, участь в обороні м. Дебальцевого (отримав поранення під час боїв), 2022 рік — на чолі зведеного загону поліцейських ГУНП в Донецькій області організовував правоохоронну діяльність та допомогу населенню Маріуполя під час бойових дій за місто.

## Наукова діяльність
1. Кисько А. І. Поняття організованої злочинної групи: міжнародні стандарти та зарубіжний досвід. Прикарпатський юридичний вісник. 2017. Випуск 1. Том 4. С. 151—155.[2]
2. Кисько А. І. Допит як засіб викриття організатора злочинної групи на досудовому розслідуванні. Наше право. 2019. № 2. С. 169—177.[3]
3. Кисько А. І. Призначення угоди про визнання винуватості. Європейські перспективи. 2019. № 3. С. 140—146[4].
4. Кисько А. І. Ознаки організованості злочинної групи у змісті предмета кримінального процесуального доказування. Наше право. 2019. № 3. С. 104—110.
5. Кисько А. І. Слідчі (розшукові) дії початкового етапу розслідування злочинів, вчинених у складі організованої групи. Наше право. 2019. № 4. С. 101—107.
6. Кисько А. І. Доказування вчинення злочину у складі організованої групи. Правова доктрина: міжнародний досвід та практична реалізація в Україні: матер. міжнар. наук.-практ. конф., м. Маріуполь, 22 травня 2019 р. Маріуполь: МДУ, 2019. С. 316—318.
7. Кисько А. І. Доказування стійкості організованої злочинної групи на досудовому розслідуванні. Актуальні питання кримінального права та процесу: Матеріали V Всеукраїнської науково-практичної конференції (м. Кривий Ріг, 14 червня 2019 року). Кривий Ріг: Поліграфічна компанія «Геліос-принт», 2019. С. 102—106.
8. Кисько А. І. Використання внутрішніх конфліктів організованих злочинних груп на досудовому розслідуванні. Актуальні питання досудового розслідування: Матеріали V Всеукраїнської науково-практичної конференції (м. Кривий Ріг, 11 жовтня 2019 року). Кривий Ріг: Поліграфічна компанія «Геліос-Принт», 2019. С. 62–65.
9. Кисько, А. І. Некомбатанти: літ.-худож. вид. — Одеса: Олді+, 2022. — 192 с.[5][6]
10. Назимко Є. С., Кисько А. І., Пономарьова Т. І. Класифікація кримінальних правопорушень у сфері безпеки дорожнього руху. Актуальні питання юридичної науки. № 19. 2023. С. 245—250
11. Пономарьова Т. І., Семенишина-Фіголь Б. М., Кисько А. І. Проблемні аспекти реалізації віктимологічної політики щодо жертв-іноземців. Актуальні проблеми вітчизняної юриспруденції № 2. 2023. С. 162—167
12. Vasyliev S., Kysko A., Nikolenko L. Economic ideology as an innovative potential of the change process. Baltic Journal of Economic Studies. Vol. 9 No. 3, 2023. Р. 33-40
13. Кисько А. І. Доказування вчинення злочину у складі організованої групи. Правова доктрина: міжнародний досвід та практична реалізація в Україні: матер. міжнар. наук.-практ. конф., м. Маріуполь, 22 травня 2019 р. Маріуполь: МДУ, 2019. С. 316—318.
14. Кисько А. І. Доказування стійкості організованої злочинної групи на досудовому розслідуванні. Актуальні питання кримінального права та процесу: Матеріали V Всеукраїнської науково-практичної конференції (м. Кривий Ріг, 14 червня 2019 року). Кривий Ріг: Поліграфічна компанія «Геліос-принт», 2019. С. 102—106.
15. Кисько А. І. Використання внутрішніх конфліктів організованих злочинних груп на досудовому розслідуванні. Актуальні питання досудового розслідування: Матеріали V Всеукраїнської науково-практичної конференції (м. Кривий Ріг, 11 жовтня 2019 року). Кривий Ріг: Поліграфічна компанія «Геліос-Принт», 2019. С. 62–65.

## Творча діяльність
У липні 2020 року вийшла друком авторська збірка есеїв та оповідань «Некомбатанти». Це – перша і єдина в Україні книга про участь працівників міліції, а у пореформений час – поліції – в антитерористичній операції на Сході країни. Кожне оповідання має завершений сюжет, а всі разом складають цілісну картину подій, які розгорталися з весни 2014 року на Донеччині. Персонажі творів не вигадані, це – цілком реальні правоохоронці, більшість з яких нині продовжує нести службу в підрозділах Національної поліції України. Ілюстрації до книги виконані  українською художницею та волонтеркою литовсько-польського походження Беатою Куркуль на основі архівних світлин. 

## Нагороди
Державна нагорода – Орден за мужність ІІІ ступеня 
Державна нагорода – Орден Богдана Хмельницького ІІІ ступеня
Державна нагорода – Відзнака Президента України «За участь в антитерористичній операції»
Відзнака МВС України – нагрудний знак «За заслуги в карному розшуку України»
Відзнака МВС України – медаль «За доблесть і відвагу в службі карного розшуку» ІІ ступеня
Відзнака МВС України – «Вогнепальна зброя» (двічі – у 2017 та 2022 рр.)
Відзнака МВС України – нагрудний знак «За відзнаку в службі» ІІ та І ступенів
Відзнака МВС України – Дошка пошани МВС України
Відзнака МВС України – медаль «За сумлінну службу» ІІІ ступеня
Відзнака Міноборони України – медаль «Захиснику України»
Відзнака Міноборони України – медаль «За сприяння Збройним Силам України»